# Tom Kennedy (musicista)
Tom Kennedy (Saint Louis, 21 agosto 1960) è un bassista statunitense conosciuto per aver fatto parte della Dave Weckl Band, e del supergruppo Planet X, band da egli stesso fondata insieme a Derek Sherinian, Virgil Donati e Tony MacAlpine.

## Biografia
Figlio di un trombettista professionista, ha iniziato a suonare il basso acustico all'età di nove anni, su un contrabbasso portato a casa da suo fratello maggiore, il pianista jazz Ray Kennedy.  
Prima di compiere diciotto anni, si era già esibito come turnista con artisti quali Dizzy Gillespie, Sonny Stitt, Stan Kenton, James Moody.

## Discografia

### Solista
- 1996 – Basses Loaded
- 2002 – Bassics
- 2012 – Just for the Record
- 2013 – Just Play
- 2017 – Points of View

### Con i Planet X
- 2000 – Universe
- 2002 – MoonBabies

### Con la Dave Weckl Band
- 1998 – Rhythm of the Soul
- 2000 – Transition
- 2001 – The Zone
- 2002 – Perpetual Motion
- 2003 – Synergy
- 2005 – Multiplicity

### Con gli Steps Ahead
- 1992 – Yin-Yang
- 1994 – Vibe

### Collaborazioni
- 1999 - The Infinite Desire –  Al Di Meola
- 2001 - Inertia – Derek Sherinian
- 2004 - Rediscovery On GRP - Chick Chorea
- 2007 - Blue Skyes Clear Days - Susie Thorn